# Machine Head
Machine Head este o trupă americană de heavy metal din Oakland , California . Trupa a fost formată în 1991 de vocalistul / chitaristul Robb Flynn și basistul Adam Duce . Agresiunea din muzica trupei a făcut-o una dintre trupele de pionierat în noul val al heavy metal-ului american și este considerată, de asemenea, parte a celui de-al doilea  val de trupe de metal thrash din anii ’90. Formula actuală in Machine Head  ii  cuprinde pe chitaristul si vocalistul Rob Flynn, basistul Jared MacEachern , chitaristul Wacław Kiełtyka și bateristul Matt Alston. Bassistul Adam Duce, chitariștii Logan Mader , Ahrue Luster și Phil Demmel , și toboșierii Tony Costanza, Chris Kontos și Dave McClain sunt foști membri ai trupei. În prezent, Mader și Kontos vizitează trupa ca parte a turneului de 25 de ani pentru primul său album, Burn My Eyes (1994).
Primele patru albume  Machine Head au adus trupei un public  în creștere în Europa , însă trupa nu va avea succes în Statele Unite ale Americii până la lansările ulterioare. Trupa a atras controverse cu cel de-al patrulea album, Supercharger (2001), lansat la trei săptămâni după atacurile din 11 septembrie , care a dus la unicul single al albumului, „ Crashing Around You ”, iar videoclipul său muzical (care a prezentat clădiri arzătoare) a fost extras din toate mijloacele media Trupa s-a desființat aproape în 2002 după ce a negociat eticheta Roadrunner Records ca urmare a controversei, cu toate acestea, trupa ar fi în cele din urmă semnată din nou cu aceasta eticheta.
După ce a experimentat elemente de groove metal și nu metal în lansările sale timpurii, Machine Head s-a transformat într-un sunet mai tradițional de thrash metal și melodii mai lungi, cu al șaselea album, The Blackening (2007), care a atras aclamări critice și a fost ales ca "Album al Decadei" de Metal Hammer în 2010; primul single al albumului, " Aesthetics of Hate ", a câștigat trupei o nominalizare la premiile Grammy . Trupa a obținut un succes similar cu următoarele două albume, Unto the Locust (2011) și Bloodstone & Diamonds (2014), înainte de a reveni la rădăcinile sale nu metal cu lansarea celui de-al nouălea album, Catharsis (2018).
Machine Head a lansat nouă albume de studio, două albume live, un album video, 13 single-uri și 15 videoclipuri muzicale. Patru dintre albumele de studio ale trupei au fost certificate argint în Regatul Unit , iar cel mai înalt vârf al trupei pe Billboard 200 a venit cu Bloodstone & Diamonds la numărul 21. În 2013, trupa a vândut peste trei milioane de discuri în întreaga lume. 

## istoric

### Formarea si albumulBurn My Eyes(1991–1996)
Machine Head a fost format pe 12 octombrie 1991 în Oakland, California, de către vocalistul / chitaristul Robb Flynn și basistul Adam Duce . Flynn s-a despărțit recent de Vio-lence după o luptă fizică între membrii trupei și o gașcă locală. Avea încă dorința de a scrie muzică și, împreună cu Duce, l-a recrutat pe chitaristul Logan Mader și pe bateristul Tony Costanza pentru a forma Machine Head.  Numele trupei a fost gândit de Flynn pentru că „a sunat cool”, în ciuda credinței populare că provine din albumul Deep Purple cu același nume .  Trupa a început să blocheze într-un depozit local împărțit cu patru trupe rock punk .  Machine Head a înregistrat o demo în dormitorul unui prieten, finanțat cu 800 USD.   Un executiv discografic reprezentând Roadrunner Records a ascultat demo-ul și a semnat trupa. 
Machine Head a intrat în Fantasy Studios în Berkeley, California pentru a înregistra albumul său de debut Burn My Eyes .  Nu peste mult timp în producție, Constanza a părăsit trupa și a fost înlocuită de Chris Kontos . Majoritatea pieselor de pe album au fost melodii scrise de Flynn și Duce în perioada în care Flynn nu a fost într-o trupă, despre „a fi enervat” din luptele sale anterioare în Vio-lence, precum și ambele bătălii lor cu droguri ilegale.  Produs de Colin Richardson , albumul a fost lansat pe 9 august 1994. Albumul a livrat aproape 400.000 de exemplare în toată lumea, devenind cel mai vândut album de debut al Roadrunner Records.  Recenzorul Allmusic, John Franck, a declarat că " Burn My Eyes este un exercițiu care cutremură osul în brutalitate". 
La scurt timp după lansarea lui Burn My Eyes, Machine Head a început să facă turnee puternice în sprijinul albumului, deschizându-se pentru Slayer în Europa în a doua jumătate a anului 1994, turneu care s-a încheiat cu propriul spectacol principal la Astoria din Londra . După succesul turneului de asistență, trupa s-a întors în Europa pentru un turneu la începutul anului 1995, jucând în aceleași locații pe care le-au deschis pentru Slayer.  Trupa s-ar întoarce în Europa pentru sezonul festivalului de vară, dar Kontos a refuzat să facă turneu, iar trupa l-a redactat pe Walter Ryan pentru datele festivalului.  La întoarcerea trupei în SUA, Kontos a fost concediat pentru că nu respecta angajamentele de turism. Kontos a continuat să cânte la baterie cu Testamentul și a fost înlocuit de Dave McClain .

### Mai multe lucruri se schimbă ...șiThe Burning Red(1997–2000)
După ce a făcut turnee pentru Burn My Eyes , Machine Head a intrat în studio pentru a înregistra al doilea album de studio, The More Things Change ... , cu Richardson producând și amestecând pentru a doua oară. Albumul a fost lansat pe 26 martie 1997 și a debutat la numărul 138 pe tabloul Billboard 200 de albume.  Machine Head a făcut turnee în Europa cu Napalm Death , Coal Chamber și Skinlab , apoi au participat la primul Ozzfest pentru primele turnee în sprijinul albumului.  Mader s-a prezentat târziu la o sesiune de practică, bogată pe metamfetamină , blestemând și insultând membrii trupei; și renunțați la trupă mai târziu în acea zi. Ahrue Luster l-a înlocuit și a terminat turneul,   timp ce Mader a făcut turnee cu Soulfly în sprijinul albumului lor de debut intitulat .
După trei ani de turneu și de lucru cu producătorul Ross Robinson , Machine Head a lansat cel de-al treilea album de studio, The Burning Red , pe 27 iulie 1999. Trupa a adăugat noi elemente muzicii sale, inclusiv rapping vocals, o mișcare pe care unii cred că a avut-o. a fost influențat chiar de Ahrue Luster .  Acest album, alături de schimbarea imaginii și a direcției muzicale a trupei a fost extrem de criticat, criticii și fanii acuzând deopotrivă trupa de „ vânzare ”.  Cu toate acestea, McClain a declarat că nu încercau să sune ca trupe populare, ci „doreau să sune diferit”.  Rick Anderson, de la Allmusic, a declarat că „Machine Head” sună un pic mai slab și mai puțin restrâns din punct de vedere muzical decât au avut-o în trecut ”.  The Burning Red a devenit cel mai bine vândut album al Machine Head timp de câțiva ani și a debutat la numărul 88 în Billboard 200.  

### SuperchargerandThrough the Ashen of Empires(2001-2005)
Machine Head a terminat turneul pentru The Burning Red și a intrat într-un studio cu producătorul Johnny K pentru a înregistra Supercharger . Debutând la numărul 115 pe Billboard 200, albumul a fost lansat pe 2 octombrie 2001.  Albumul a întâmpinat aceeași critică ca The Burning Red , mai ales pentru vocalele rapping mereu prezente. Borivoj Krgin, recenzorul Blabbermouth.net, a declarat că Supercharger „este probabil să dezamăgească pe toți cei care se așteaptă ca cvartetul Bay Area să revină la sunetele încărcate de ultra-testosteron din primele lor două albume”. 
Chitaristul Phil Demmel concertează cu Machine Head în 2009.
Machine Head a lansat un single pentru „ Crashing Around You ”, precum și un videoclip muzical. Videoclipul a fost lansat la câteva săptămâni după atacurile din 11 septembrie și a fost interzis de la MTV pentru reprezentările clădirilor căzute. Roadrunner Records, așteptând să obțină un profit corect din promoțiile albumelor, a renunțat la finanțarea trupei, determinând Machine Head să părăsească eticheta.  În același timp în care trupa părăsea Roadrunner, Luster s-a îndepărtat de trupă pentru diferențe muzicale.
Până în 2002, Machine Head vânduse peste 1,3 milioane de albume în întreaga lume, iar Supercharger în general (amestecat de Colin Richardson) urma să vândă 250.000 de exemplare în toată lumea, care era cel mai scăzut album al său până în prezent. Odată ce turneul albumului a fost finalizat, Machine Head și Roadrunner Records au decis reciproc să împărțească legăturile în ceea ce privește distribuția în America de Nord și în întreaga lume, cu toate acestea, pentru a completa legăturile, trupa a lansat Hellalive (amestecat și de Richardson), care a fost o înregistrare a unui set Brixton Academy din Londra.
În 2002, Luster a părăsit trupa și a fost înlocuit temporar de Phil Demmel, care a jucat în trupa Vio-lence alături de Flynn. Demmel a jucat câteva spectacole de festival cu Machine Head (inclusiv un slot de headline la festivalul With Full Force din Germania). Apoi, Demmel nu a putut să se angajeze în trupă, el și Machine Head s-au despărțit. Restul trupei începe să scrie cântece pentru următorul album (în cele din urmă prin intermediul Ashes ... ) și sperând să fie semnat pe o casă de discuri. Au înregistrat o scurtă demonstrație, incluzând o melodie în stil radio, numită „Pins and Needles”, și un kit de presă electronică pentru companii, de asemenea, sperând că vor putea fi semnate cu forța eforturilor lor anterioare. Aproape fiecare casă de discuri din industria muzicală a respins demo-ul cu patru piese.
După turneul european al lui Machine Head, Luster a revenit la afacerile sale de familie, iar trupa a început să scrie împreună ca o piesă în trei, lăsând o poziție deschisă pentru Demmel. În martie 2003, Demmel s-a alăturat echipei Machine Head ca chitarist full time și a început să scrie cu trupa. Până în iunie 2003, Machine Head a intrat într-un studio cu producția Flynn.  La 16 decembrie 2003, Machine Head a lansat „Ashen of Empires” în Europa.
Trupa a fost respinsă de mai multe case de discuri din Statele Unite, până când Roadrunner SUA, interesată de noul album, a oferit lui Machine Head un alt contract de înregistrare. Machine Head a acceptat oferta pe motiv că trupa deține 100% din muzică. Pe 20 aprilie 2004, prin Ashes of Empires a fost lansat în Statele Unite cu o piesă bonus pentru așteptarea îndelungată a americanilor pentru lansarea albumului.  Albumul a debutat la numărul 88 pe Billboard 200.  Trupa a lansat un single pentru „Imperium”, videoclipul pentru care a primit o rotație grea pe MTV. Eduardo Rivadavia, de la AllMusic, a afirmat Prin cenușa imperiilor „a marcat o revenire a formei în termeni incerti”. 
Machine Head a condus pe scena True Metal la festivalul Wacken Open Air din 2005, la 40.000 de fani - cea mai mare mulțime de oameni a trupei din acea vreme.  Trupa a lansat un DVD care conține un concert complet vândut ținut la Brixton Academy în decembrie 2004, un documentar și videoclipuri muzicale. DVD-ul a debutat la numărul 13 pe topurile video video muzicale din SUA.  Au jucat și în Dubai pentru festivalul anual al Dubai Desert Rock în 2005. Acesta a fost primul lor spectacol în Orientul Mijlociu. Trupa a cântat și la concertul de rămas bun al lui Böhse Onkelz pe Euro Speedway Lausitz.

### Blackening(2006-2009)
Cel de-al șaselea album de studio al lui Machine Head, intitulat The Blackening , a fost lansat în America de Nord pe 27 martie 2007. A intrat în Billboard 200 la numărul 53, cea mai înaltă poziție de top pentru trupa de la acea vreme, cu vânzări din prima săptămână de 15.000.  De asemenea, a ajuns în top 20 în mai multe țări europene. Robb Flynn a declarat în timpul unui interviu că trupa este fană a Rush și a primit o mare influență din albumul lor A Farewell to Kings, în timp ce crea The Blackening .
Albumul a primit recenzii pozitive din partea criticilor de muzică, cu unii care au catalogat-o cel mai bun album de metal din 2007. Recenzorul Blabbermouth.net, Don Kaye, a acordat albumului 9,5 din 10, spunând că Blackeningul este „una dintre cele mai pure, mai fine, mai puternice expresii. de heavy metal modern lansat "și l-a comparat cu albumul Metallica din 1986, Master of Puppets ,  timp ce editorul Allmusic, Thom Jurek, a descris albumul ca fiind" un nivel de vârf și de a face față cu toate calitățile care i-au câștigat grupul enorma sa bază de fani. prin turneu și înregistrare ", laudând melodiile" Beautiful Mourning "," Halo "și" Now I Lay Thee Down ".  Andy Greene, recenzorul de la Rolling Stone , a răspuns negativ, fiind nemulțumit de piesele care au rulat peste zece minute. 
Machine Head a vizitat America de Nord cu Lamb of God , Trivium și Gojira la începutul anului 2007 pentru a promova The Blackening și s-a deschis pentru Megadeth și Heaven & Hell în aprilie 2007. Un turneu european a văzut formația să apară la Festivalul Download din Donington Park .  La scurt timp, trupa a anunțat un turneu co-headlining în Japonia, Europa și Australia, intitulat The Black Crusade din octombrie până în decembrie. Alte trupe din factură au inclus Trivium, Arch Enemy , DragonForce (doar pentru Europa) și Shadows Fall (doar pentru Europa).  Pe 12 iunie 2007, la Metal Hammer Golden Gods Awards , trupa a câștigat premiul pentru "Cel mai bun album", iar Flynn a câștigat premiul "Golden God".  Machine Head a câștigat cel mai bun album la Kerrang! Premiile 2007 și au fost alese ca Album of the Decade de Metal Hammer în 2010.  Trupa a înlocuit Bullet For My Valentine în sprijinul spectacolului de la Wembley Stadium de la Metallica, la 8 iulie 2007, deoarece vocalistul Bullet For My Valentine Matt Tuck a necesitat un amigdalectomie .  Machine Head a făcut turnee și în America de Nord cu Hellyeah , Nonpoint și Bury Your Dead la începutul anului 2008.  Machine Head a finalizat recent un turneu mondial unde au jucat Bengaluru , India, Israel și Dubai , Emiratele Arabe Unite în martie 2008. 
Robb Flynn de Machine Head ca bandă de suport pentru Metallica din Rotterdam 2009.
În octombrie 2008, trupa a făcut turnee în Australia cu Slipknot.  Trupa a făcut apoi turnee în Europa cu Slipknot și Children of Bodom în noiembrie și decembrie.  Trupa a înregistrat o versiune a clasicului lui Iron Maiden , " Hallowed Be Thy Name " pentru un Kerrang! album de compilație tribut, intitulat Maiden Heaven: A Tribute to Iron Maiden ; această melodie a fost cântată live de mai multe ori de la lansare și a devenit permanentă în listele lor de turnee actuale. Printre alte trupe care au apărut pe album au fost colegi de etichetă, Dream Theatre și Trivium .
La 10 august 2008 a fost anunțat că Machine Head și trupa The Sword , din Austin, Texas, se vor deschide pentru Metallica la zece spectacole în ianuarie 2009. Într-un interviu recent realizat cu Phil Demmel, el a dezvăluit că, cu următorii angajamente de turism ale lui Machine Head. , trupa nu ar fi avut șansa să scrie un album de urmărire până cel puțin în 2010, pentru o dată de lansare preconizată pentru 2011.  Machine Head a făcut turneu cu The Sword în World Magnetic Tour pentru albumul Death Magnetic din 2008 până în 2009. Machine Head s-a deschis și pentru Megadeth , Slayer și Suicide Silence în turneul Canadian Carnage la sfârșitul lunii iunie.  Seful mașinii a anulat apariția lor la Festivalul Sonisphere din Marea Britanie, deoarece nu au fost de acord cu personalul din slotul lor. Au crezut că ar trebui să joace după Limp Bizkit . Cu toate acestea, cu o săptămână înainte ca festivalul Sonisphere să aibă loc pe 1 și 2 august, Machine Head a acceptat să-și retragă slotul sub Limp Bizkit. Aspectul lor a fost păstrat secret până în ziua în care au jucat. În august 2009, au câștigat premiul Inspiration la Kerrang 2009! Premii.  A fost anunțat pe 31 august că Machine Head va face turnee prin Europa și Marea Britanie în 2010 cu Hatebreed , Bleeding Through și All Shall Perish în ceea ce va fi cunoscut sub numele de "The Black Procession", precum și adăugarea de date pentru un ciclu turistic din Australia și Noua Zeelandă în martie. Aceasta va fi ultima dată când turneul trupei în sprijinul The Blackening înainte de a scrie următorul album, după cum a descris Dave McClain într-un interviu, înaintea spectacolului lor din Belfast din Irlanda de Nord. 

### Unto the Locust(2010–2012)
În noiembrie 2010, Machine Head a început să scrie material nou pentru cel de-al șaptelea album de studio, Unto the Locust .  Cu Robb Flynn în calitate de producător, Machine Head a început oficial să înregistreze albumul la 16 aprilie 2011 la Green Day 's Jingletown Studios din Oakland, California. 
În vara anului 2011, Machine Head a făcut turnee ca parte a Festivalului Rockstar Mayhem .  În timpul turneului, trupa a debutat o nouă melodie din Unto the Locust , intitulată "Locust".  Piesa a fost lansată ulterior pe Amazon și iTunes pe 14 iunie 2011.  Până la Locust a fost lansată pe 27 septembrie 2011, pentru aclamare critică.  Albumul s-a înscris în mai multe țări, inclusiv în numărul 22 din SUA (prima dată când trupa a crapat vreodată pe primele 25 din SUA) și pe locul 5 în Germania . 
După lansarea lui Unto the Locust , Machine Head și-a început turneul cu opt plagii și în timpul primului picior european, trupa a fost susținută de Bring Me the Horizon , DevilDriver și Darkest Hour .  Pe piciorul nord-american, Machine Head a fost susținut de Suicide Silence , Darkest Hour și Rise to Remain (deși Rise to Remain a fost ulterior forțat să renunțe). 
În 2012, Machine Head a condus Festivalul Soundwave din Australia.  Trupa a jucat și la festivalurile de descărcare din 2012, Metalcamp și Graspop , precum și în frunte cu Bloodstock Open Air și Festivalul Wacken . Machine Head  a fost, de asemenea, programat să facă parte din prima croazieră a festivalului Mayhem,  până când a fost anulată. 
Pe 10 septembrie, Machine Head a anunțat un turneu din America de Nord cu Dethklok, All That Remains și The Black Dahlia Murder, începând cu un spectacol „Warm Up” pe 24 octombrie, turneul a început pe 30 octombrie și s-a încheiat pe 8 decembrie.  Pe 14 septembrie, Machine Head a câștigat premiul „Best International Band” la premiile Metal Hammer 2012 din Berlin, Germania.  La 1 octombrie, Machine Head a anunțat lansarea "Machine Fucking Head Live", primul album în direct al trupei din 2003, Hellalive.  Albumul a prezentat 15 înregistrări în direct din diversele turnee ale trupei 2011-2012 și a fost lansat pe 13 noiembrie într-un set de discuri sau descărcare cu 4 piese bonus, cu precomenzi ale albumului având șase piese rare și B-B. laturi EP. 
Pe 13 noiembrie, Machine Head a anunțat anularea turneului lor din America de Nord, de la 13 la 23, din cauza lui Robb Flynn care necesită o intervenție chirurgicală de urgență pentru tratarea unei hernii inghinale.
Într-un interviu din noiembrie 2012, chitaristul Machine Head, Phil Demmel, a dezvăluit că trupa intenționează să înceapă să scrie material nou pentru al optulea album de studio în 2013 și speră că vor începe înregistrarea înainte de sfârșitul anului. 

### Bloodstone & Diamonds(2013–2015)
Pe 22 februarie 2013, trupa a anunțat că basistul / membru fondator Adam Duce a părăsit trupa, deși în condiții prietenoase. 4 zile mai târziu, Flynn a dezvăluit pe blogul său online că a concediat-o pe Duce din cauza diferențelor în curs. Plecarea sa face din Flynn singurul membru original rămas.  Din martie 2013, Unto the Locust a vândut 100.000 de exemplare în Statele Unite, ceea ce îl face cel de-al treilea album cel mai vândut în spatele The Blackening și Supercharger, care au vândut 260.000 în două săptămâni și 250.000 de exemplare în 4 luni în Statele Unite. respectiv.  Trupa a început procesul de căutare a unui basist temporar pentru Rockstar Energy Drink Mayhem Festival 2013 din SUA Pentru o perioadă limitată de timp, trupa a acceptat și a revizuit trimiterile YouTube .  Pe 24 iunie 2013, trupa a anunțat că fostul chitarist de ritm Sanctity și vocalist Jared MacEachern s-au alăturat trupei ca noul lor basist. Robb Flynn a spus despre MacEachern: " Monte Conner l-a recomandat pe Jared, deoarece el era deja în turneu, iar asta a sfârșit să fie un apel extraordinar. Jared a fugit cu câteva zile înainte de tur și a repetat cu noi și s-a descurcat grozav." Phil Demmel a continuat: - „Au fost zeci de jucători uimitori și a fost interesant să-i urmărim pe fiecare să-și asume melodiile. Unul dintre cele mai mari criterii ale noastre pentru acest concert a fost să putem cânta armoniile înalte. Acesta a fost testul nostru litmus. Și Jared a trecut cu culori zburătoare. ". 
Pe 2 octombrie 2013, trupa a anunțat că a semnat cu Nuclear Blast.  În februarie 2014, trupa a intrat în studio pentru a înregistra noul lor album, Bloodstone & Diamonds , pentru o lansare de sfârșit de vară. 
La începutul anului 2014, Duce a intentat un proces împotriva fostei sale trupe și manager în curtea federală "pentru încălcarea mărcii, încălcarea datoriei fiduciare, încălcarea acordului de parteneriat, interferența intenționată și neglijentă cu relațiile economice potențiale, neglijența, defăimarea și concurența neloială și a dorit trupa s-a obligat să folosească marcajele Capului de mașină ".  Procesul a fost soluționat în afara instanței pe 2 iulie, cu condiții nedezvăluite.  În august 2014, Flynn a anunțat listarea pieselor pentru Bloodstone & Diamonds , formată din 12 piese împreună cu lucrările sale de artă. 
Bloodstone & Diamonds a fost lansat pe 7 noiembrie 2014, la recenzii pozitive din partea fanilor și a criticilor deopotrivă, mulți spunând cum adăugarea MacEachern a adus un sentiment de întinerire a trupei. Trupa a pornit într-un lung turneu mondial în sprijinul albumului, incluzând un picior de spectacole europene, două picioare americane și alte altele din Japonia, Australia și Noua Zeelandă.

### Catharsisși modificarea componentei (2016 - prezent)
La 1 iunie 2016, un single de sine stătător intitulat "Există cineva afară?" a avut premiera pe Sirius XM Octane , iar pe 3 iunie, single-ul a fost disponibil pentru descărcare digitală. Pe 17 martie 2017, trupa a fost prezentată pe filmul de groază american The Devil's Candy , împreună cu Ghost and Slayer .  În iunie 2017, a fost raportat că Machine Head se afla în studio pentru a lucra la materiale noi.  În septembrie 2017, trupa a anunțat noul album Catharsis pentru o lansare din ianuarie 2018 cu un turneu mondial însoțitor. 
Pe 28 septembrie 2018, Robb Flynn a postat un videoclip live pe Facebook pentru a explica că Demmel și McClain au părăsit Machine Head mai devreme în săptămână, dar că amândoi vor completa turneul de toamnă al trupei.  Anunțul a fost raportat în mod greșit de către surse de știri ca fiind o disoluție, din cauza trimiterii lui Flynn la difuzarea curentă a emisiunilor ca „tur de adio”. Ulterior, Flynn a lămurit că a fost "turneul de adio al acestei linii, această epocă a Machine Head. Acesta nu este turneul de adio al Machine Head".  Demmel a spus mai târziu într-un interviu că a părăsit trupa pentru că „nu-i mai plăcea [meseria lui]” și nu-i plăcea direcția muzicală pe care Flynn o luase în trupă în ultimii trei ani. 
Pe 23 martie 2019, Flynn a postat un videoclip live pe Instagram pentru a anunța că Machine Head a organizat audiții pentru a căuta înlocuitori pentru Demmel și McClain. El a spus că procesul a fost "grozav, într-adevăr bun; de fapt, într-adevăr confuz. [Nu] nu știu unde mergem. Ne gândim să facem" și în ceea ce privește muzicienii care participă audițiile, a spus el, „s-ar putea să nu-i cunoști pe unii dintre acești tipi”, în timp ce „pe unii dintre ei poate”.  Două zile mai târziu, a fost anunțat că membrii timpurii, Logan Mader și Chris Kontos, care au apărut amândoi pe Burn My Eyes , se vor reuni cu trupa pentru un turneu care sărbătorește a 25-a aniversare a albumului.   Trupa a înregistrat ulterior albumul integral în direct în studio și a anunțat planurile de a lansa piesele una câte una înainte de turneu.  În ceea ce privește posibilitatea de a înregistra material original cu Mader și Kontos, Flynn a spus: "Nimic nu e sigur acum. Nu sunt sigur ce este acest moment. Suntem într-adevăr concentrați pe reînvățarea modului de a juca. melodiile Burn My Eyes . Dar vom ieși pe drum o vreme împreună. Cred că aș putea vedea Machine Head înainte doar cu un flux constant de muzică nouă. " 
Pe 28 septembrie 2019, la un an de la anunțarea plecării lui Demmel și McClain, trupa l-a anunțat pe chitaristul decapitat Wacław Kiełtyka și pe bateristul Devilment , Matt Alston, ca înlocuitori.   O lună mai târziu, Machine Head a lansat digital single-ul "Do or Die" de sine stătător. 

## Stil muzical și influențe
Machine Head a fost descris în principal ca canelură ,   thrash metal ,  metal greu ,   și metal nu .   Trupa este influențată de formații de thrash metal californiene, precum Metallica , Exodus , Slayer și Testament , trupe de crossover thrash Suicidal Tendencies și Cro-Mags , trupe de metal groove Pantera și Exhorder , și trupe de grunge Nirvana , Soundgarden și Alice în Lanțuri .  Machine Head este considerată a fi una dintre benzile de pionierat în noua undă a metalelor grele americane  precum și o parte a celei de-a doua valuri de benzi de metal thrash din anii 1990. 
Albumele lor timpurii Burn My Eyes și The More Things Change ... arată o abordare groove metal și thrash metal, similare cu trupe precum Pantera și Exhorder . Albumele au prezentat, de asemenea, bateria tehnică a lui Chris Kontos și Dave McClain .   Trupa și-a schimbat direcția muzicală pentru albumele The Burning Red (1999) și Supercharger (2001), care au fost descrise ca afișând un sunet nu metal .  Aceste albume au prezentat rapping de Robb Flynn și riff-uri de chitară mai simple, dar păstrând o parte din sunetul lor agresiv. Această schimbare de direcție a avut ca rezultat critici din partea multor fani, din cauza popularității pe care o au nu metalul la acea vreme.     Machine Head a revenit la sunetul de metal și thrash metal al primelor două albume cu Through the Ashes of Empires (2004).
Machine Head a sporit complexitatea și tehnicitatea sunetului lor pentru următorul album, The Blackening , care schimbă parțial sunetul primelor lor 5 albume în favoarea unui sunet mai clasic, heavy metal și thrash metal, cu structuri de melodie complet complexe și riff-uri de chitară. .   Locust prezintă riff-uri mai grele, mai rapide și mai complexe atât de Flynn, cât și de Phil Demmel , influențate de muzica clasică și susținute de modele rapide și complexe de tambur de McClain. Acesta este, de asemenea, primul record al șefului mașinii care a inclus bătăi de top . 
Flynn folosește diferite stiluri vocale, inclusiv vocalele curate , țipetele și mârâitul morții  ; Însuși Flynn și-a numit în glumă propriul său stil de cântare „lătrat în cheie”. 

## Membrii trupei
| Membrii actuali - Robb Flynn - voce principală, chitară (1991 - prezent) - Wacław Kiełtyka - chitară (2019 - prezent) - Jared MacEachern - bas, vocal backing (2013 - prezent) - Matt Alston - baterie, percuție (2019 - prezent) Membrii in concerte - Walter Ryan - baterie (1995) - Logan Mader - chitară, voce vocală (2019 - prezent Burn my Eyes 25 years anniversary tour) - Chris Kontos - baterie (2019 - prezent Burn my Eyes 25 years anniversary tour) | Foști membri - Ahrue Luster - chitară (1998-2002) - Phil Demmel - chitară, voce vocală (2003-2018) - Adam Duce - bas, vocal backing (1991–2013) - Tony Costanza - baterie (1991–1993) - Dave McClain - baterie (1995-2018) - Logan Mader - chitară, voce vocală (1991–1998) - Chris Kontos - baterie (1993–1995) |

Discografie
- Burn My Eyes (1994)
- The More Things Change... (1997)
- The Burning Red (1999)
- Supercharger (2001)
- Through the Ashes of Empires (2003)
- The Blackening (2007)
- Unto the Locust (2011)
- Bloodstone and Diamonds (2015)
- Catharsis (2018)